# Kalanchoe thyrsiflora
Kalanchoe thyrsiflora es una especie de planta fanerógama del género Kalanchoe, familia Crassulaceae.

## Hábitat
Es nativa de Sudáfrica y Lesoto. 

## Descripción
Es una planta suculenta que produce una estaca de 1 m de altura, muriendo tras florecer. Forma una roseta basal con hojas grandes, redondeadas, carnosas, sin pedúnculos, grisáceas verdes con márgenes rojos, cubierto con una pelusilla blanquecino. La inflorescencia es terminal y erecta con densas y reunidas cual panículas de flores cerosas verdosas con lóbulos recurvados amarillos. Florece de otoño a primavera. Es común en recubrimientos de pastos en rocas.

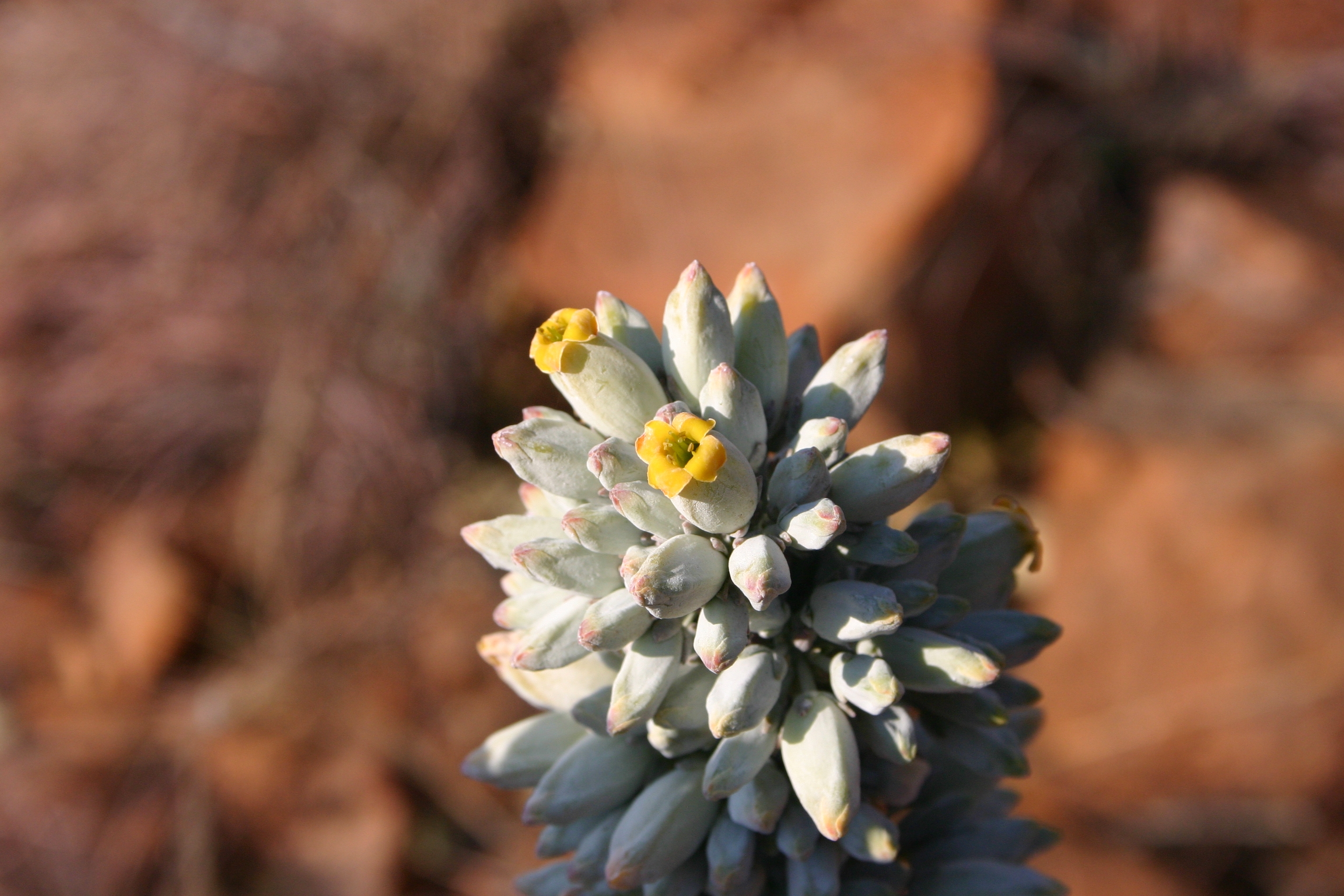
Flores de K. thyrsiflora

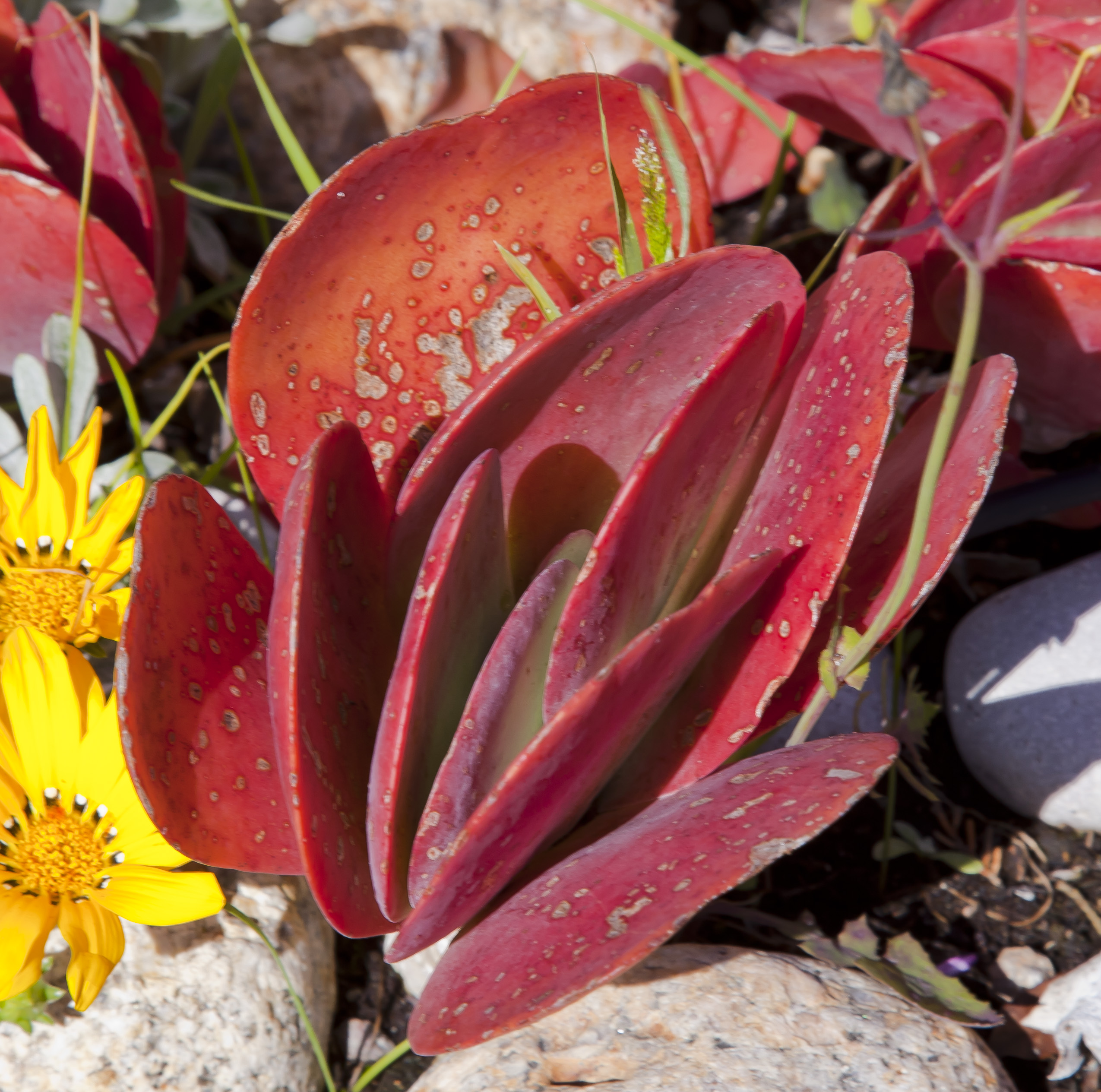
Detalle.

Ampliamente disperso en Asia y en África, el género se distingue por  sus flores, que se particionan en cuatro, los cuatro estambres van en unión de a dos. El botánico Adanson fue el primero en describir al género Kalanchoe en 1763. Otros géneros en la familia son: Adromischus, Bryophyllum, Cotyledon, Crassula, Dinacria, Grammanthes, Rhopalota, Rochea, Tylecodon.

## Taxonomía
Kalanchoe thyrsiflora fue descrita por William Henry Harvey   y publicado en Flora Capensis t. II: 379. 1861.
Etimología
Ver: Kalanchoe
thyrsiflora: epíteto latino que significa "con flores en un tirso".
Sinonimia
- Kalanchoe tetraphylla H. Perrier